# Sunset Riders
Sunset Riders (с англ. — «Всадники заката», яп. サンセットライダーズ) — игра для игровых автоматов жанра Run and Gun, разработанная фирмой Konami и выпущенная в 1991 году. Игра сделана в антураже Дикого Запада, главные герои игры — охотники за головами, ловящие преступников за вознаграждение. В игре есть режим кооперативной игры, поддерживающий от 2 до 4 игроков. Позднее, в 1993 году, игра была портирована на приставки Sega Genesis и Super Nintendo.

## Игровой процесс
Игрок может играть за 4-х охотников за головами (ковбоев). Стив и Билли вооружены револьверами (быстрое оружие), Боб и Кормано — дробовиками (оружие с разбросом).
Управление осуществляется с помощью джойстика на 8 направлений, используемого для перемещения и прицеливания, и 2 кнопок — для стрельбы и прыжков. Оружие имеет неограниченный боезапас. Игрок может стрелять вверх или вперед, когда он стоит или идет; вперед, вверх или по диагонали вниз, когда прыгает; и только вперед, когда сидит. Удерживая джойстик вверх или вниз и нажав на прыжок, можно перемещаться уровнем выше или ниже. На верхних уровнях игрок может стрелять вниз.
В игре есть 2 бонуса в виде шерифских значков: серебряный значок даёт игроку второе оружие, дающее возможность стрелять одновременно в 2-х направлениях; золотой значок позволяет стрелять постоянно, а не очередями. Эти бонусы можно комбинировать. Другие 2 бонуса — горстка золотой пыли и жареная курица — дают игроку дополнительные очки. Эти бонусы могут либо лежать в определённом месте, либо выпасть из убитого преступника с мешком, либо быть получены после посещения некоторых зданий. Некоторые противники используют против игрока динамит, который можно подобрать и бросить обратно. Персонаж игрока умирает, получив любой урон от противника.
Игра состоит из 8 уровней. В конце каждого уровня находится босс, победа над которым необходима для прохождения уровня. Если игрок играет один, то он получит полную награду за поимку преступника; если игроков несколько, то награда будет распределена между ними пропорционально нанесённому урону. Есть раунды, в которых игрок скачет на коне, а также бонусные раунды с видом от первого лица, где нужно убивать врагов, нападающих с восьми направлений.

## Сюжет
Игра повествует о четырёх охотниках за головами, разыскивающих и ликвидирующих опасных преступников за вознаграждение. По ходу игры они берут контракты со всё большей и большей наградой. В начале каждого уровня показывается плакат с фотографией разыскиваемого, наградой за поимку и надписью «Wanted: Dead or Alive!» (с англ. — «Разыскивается: живым или мёртвым!»).

## Версии для консолей

### Sega Genesis/Megadrive
Версия для Sega Genesis претерпела множество изменений по сравнению с оригиналом. Из главных героев оставили только Билли и Кормано. Управление идентично аркадной версии, но теперь есть 2 режима стрельбы, определяемые разными кнопками: при нажатии на одну кнопку можно идти и стрелять одновременно, при нажатии на другую — стрелять, оставаясь на месте, указывая направление стрельбы.
Из восьми аркадных уровней остались только четыре, которые делятся на 2 подуровня: в первом подуровне нужно спасти заложницу, в начале второго показывается плакат с разыскиваемым преступником, с которым нужно сразиться в качестве босса в конце. Бонусы выполняют те же функции, но их иконки изменены. В отличие от аркадной версии, игрок может взорвать динамит, просто выстрелив в него. Чтобы попасть на бонус-уровень, игрок должен подобрать звезду, которая либо спрятана в лежащем на уровне мешке, либо находится в мешке у грабителя. В бонусном уровне игрок скачет на лошади за повозкой, из которой женщина выкидывает монеты и дополнительные жизни.
В версии для Sega появился новый режим — противостояние между игроками. У каждого игрока есть 10 очков здоровья; попадание в противника отнимает ему одно очко. Игрок, здоровье которого опустилось до нуля, проигрывает раунд; игрок, выигравший два раунда из трёх, объявляется победителем. Мимо пролетающий орёл сбрасывает динамиты и бонусы в виде сердец, восполняющих шкалу здоровья на одну единицу.
Кроме того, в этой версии появилось меню настроек и уровни сложности.

### Super Nintendo
В отличие от версии для Genesis, версия для SNES является прямым портом аркадной версии и содержит весь основной контент: доступны все 4 главных персонажа и все 8 уровней с соответствующими боссами. Все бонусы также не изменены. Дополнительная кнопка позволяет выполнять подкат.
Однако из-за цензуры была вырезана или подвержена сильным изменениям часть контента: например, танцовщицы одеты менее откровенно, а индейцы заменены на обычных бандитов.